# Лабилле, Лерой
Лерой Лабилле (фр. Leroy Labylle; род. 11 марта 1991 года в Льеже, Бельгия) — бельгийский футболист, вингер нидерландского клуба МВВ Мастрихт.

## Клубная карьера
Лабилле начал профессиональную карьеру в клубе «Генк». 18 сентября 2010 года в матче против «Локерена» он дебютировал в Жюпиле лиге. В начале 2011 года Лерой подписал соглашение с льежским «Стандардом». 6 февраля в поединке против «Эйпена» он дебютировал за клуб из Льежа. Лерой не пробиться в основу из-за высокой конкуренции. Несмотря на это Лабилле стал обладателем Кубка Бельгии. В начале 2012 года на правах аренды перешёл в нидерландский МВВ Мастрихт. 17 февраля в поединке против ПЕК Зволле он дебютировал в Эрстедивизи. 27 февраля в матче против «Эммена» Лабилле забил свой первый гол за новую команду. По окончании аренды клуб выкупил трансфер Лероя.
В 2013 году Лерой перешёл в ПЕК Зволле. 14 сентября в матче против «Аякса» он дебютировал в Эредивизи. В составе нового клуба он стал обладателем Кубка и Суперкубка Нидерландов.
7 июля 2015 года ПЕК Зволле расторг с Лабилле контракт, а на следующий день он стал игроком МВВ.

## Достижения
Командные
 «Стандард»
- Обладатель Кубка Бельгии — 2010/2011

 ПЕК Зволле
- Обладатель Кубка Нидерландов — 2013/2014
- Обладатель Суперкубка Нидерландов — 2014